# 1782 у літературі

## Книги
- «Небезпечні зв'язки» — роман П'єра Шодерло де Лакло.

### П'єси
- «Саул» — трагедія італійського драматурга Вітторіо Альф'єрі.

## Народились
- 19 червня — Фелісіте Робер Ламенне, французький католицький філософ.
- 25 вересня — Чарльз Роберт Метьюрін, ірландський священик і письменник.

## Померли
- 12 квітня — П'єтро Метастазіо, італійський поет.